# E.ON
E.ON SE — найбільша німецька енергокомпанія зі штаб-квартирою в Дюссельдорфі.

## Історія
Компанія утворена в 2000 році шляхом злиття компаній VEBA і VIAG. У 2003 році компанія вийшла на газовий ринок шляхом поглинання компанії Ruhrgas (зараз E.ON Ruhrgas). 15 листопада 2012 концерн E.ON AG перетворений в європейське акціонерне товариство (Societas Europaea).

## Власники та керівництво
E.ON є компонентом індексів DAX та Euro Stoxx 50. Близько 90% акцій знаходяться у вільному обігу .
Керівник компанії — Йоханнес Тайссен.

## Діяльність

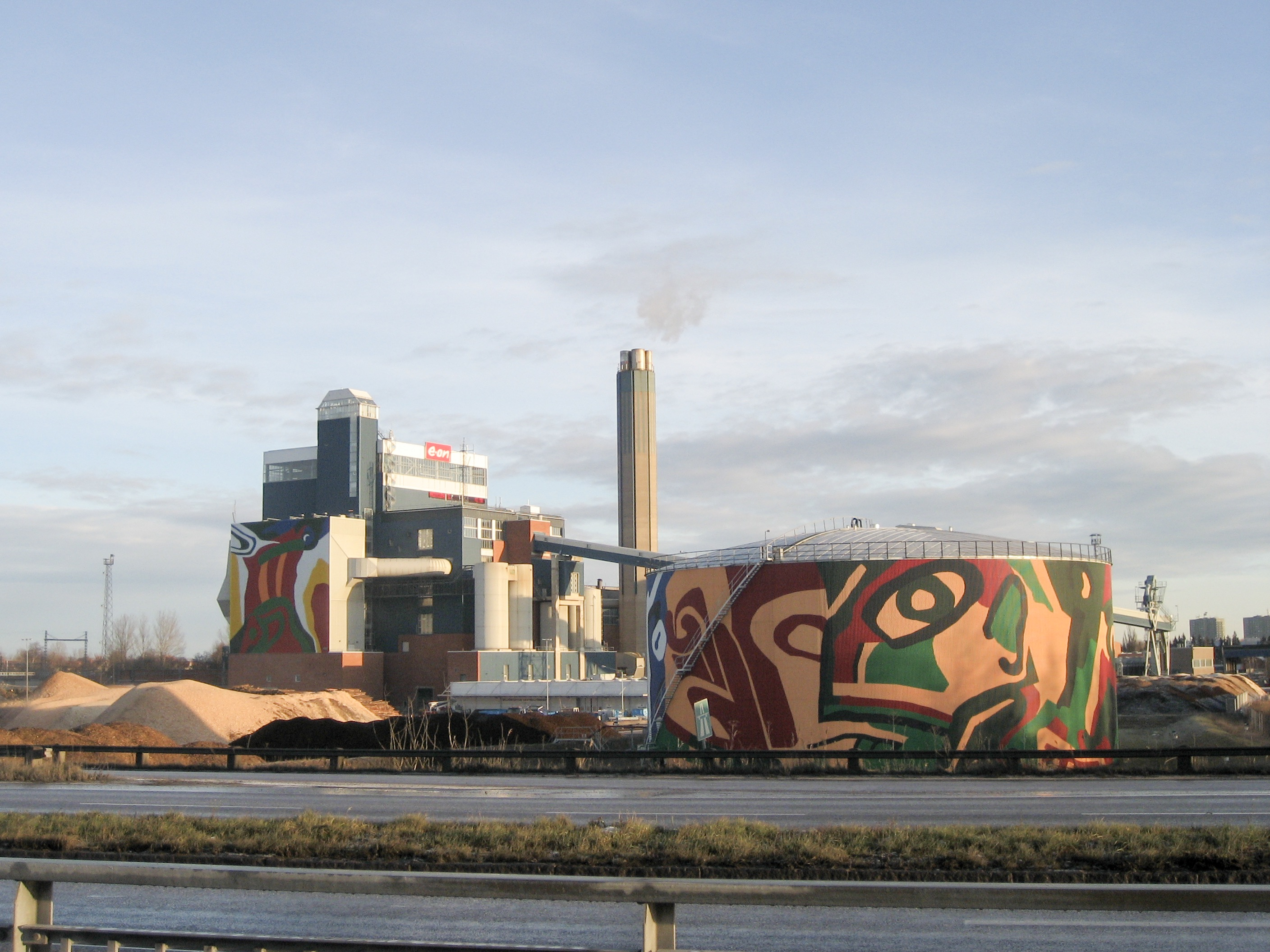
Електростанція E.ON у Швеції

Компанія поставляє електрику, газ і воду більш ніж 21 млн споживачів. Дочірня компанія E.ON — E.ON Ruhrgas — найбільший у Німеччині дистриб'ютор газу.
Кількість зайнятих — 58.530 у 2015 порівняно з 93,5 тис. осіб у 2008. 
Виручка компанії в 2015 — 111.56 млн євро, чистий прибуток у 2015 негативний — −3.16 млн євро.
Виручка компанії в 2008 — 86800 млн євро (у 2007 році — 68,7 млрд євро), чистий прибуток — 1,6 млрд євро (7,7 млрд євро) .

### E.ON у Фінляндії
E.ON був співвласником фінської енергетичної компанії Fennovoima і брав участь у будівництві фінської АЕС Пюхяйокі. Однак 24 жовтня 2012 компанія оголосила про продаж свого бізнесу у Фінляндії і відмову від участі в будівництві фінської АЕС .

## Критика
Компанія зіткнулася з серйозною критикою у Великій Британії: «зелені» протестують проти планів будівництва Кінгснортської вугільної теплоелектростанції взамін вже існуючої в Кінгснорті, графство Кент. Це перша у Великій Британії побудована за останні 30 років електростанція, що працює на вугіллі .